# Tina del Ventaiol
La Tina del Ventaiol és una tina del municipi del Pont de Vilomara i Rocafort (Bages) protegida com a bé cultural d'interès local. La tina està situada pròxima a la masia del Ventaiol.

## Descripció
La construcció és constituïda per una única tina de planta circular. La part inferior dels murs és de pedra i morter de calç i l'interior del dipòsit està recobert de rajoles de ceràmica envernissada lleugerament corbades. La part superior dels murs és feta amb pedra sense material d'unió i s'hi localitza l'entrada a la tina. L'entrada està formada per dos muntants i una llinda. Sobre els murs s'estén el voladís, fet amb pedres més planeres, que tenen la funció d'evacuació de l'aigua de la pluja. La coberta és construïda amb el mètode d'aproximació de filades, a sobre s'hi estén una capa de sorra i pedruscall. No s'ha trobat el broc del dipòsit.
Per a la construcció de la tina s'han emprat pedres de grans dimensions que han estat ben acarades, i això permet que el conjunt de la construcció es trobi actualment en força bon estat de conservació. No té construccions auxiliars.